# Тьягу Сантуш
Тья́гу Карва́лью Са́нтуш (порт. Tiago Carvalho Santos; нар. 23 липня 2002, Лісабон) — португальський футболіст, захисник французького клубу «Лілль».

## Клубна кар'єра

### «Ештуріл-Прая»
Вихованець клубів «Оейраш», «Сакаваненсі», «Спортінг» та «Ештуріл-Прая». В липні 2022 року переведений до першої команди «Ештуріла».
19 серпня 2022 року дебютував в основному складі «Ештуріла» в матчі Прімейра-ліги проти «Ріу Аве», вийшовши в стартовому складі. За підсумками квітня 2023 року був визнаний молодим гравцем місяця в Прімейра-лізі. Всього у сезоні 2022–23 віддав 5 результативних передач у 30 матчах за «Ештуріл».

### «Лілль»
5 липня 2023 року перейшов у французький клуб «Лілль», підписавши п'ятирічний контракт. Сума трансферу становила 6,5 млн євро. 11 серпня дебютував за «Лілль» в матчі Ліги 1 проти «Ніцци», вийшовши в стартовому складі. 24 серпня в поєдинку кваліфікації Ліги конференцій УЄФА проти хорватської «Рієки» дебютував у єврокубках. 26 листопада 2023 року в матчі Ліги 1 проти «Ліона» забив свій перший гол за «Лілль». 14 березня 2024 року в поєдинку 1/8 фіналу Ліги конференцій проти австрійського «Штурма» вперше відзначився голом у єврокубках.
6 серпня 2024 року в матчі проти турецького «Фенербахче» дебютував у Лізі чемпіонів УЄФА. В жовтні 2024 року отримав травму — розрив хрестоподібних зв'язок. 28 жовтня 2024 року продовжив контракт з «Ліллем» до 2029 року.

## Кар'єра в збірній
Виступав за збірну Португалії до 21 року.
30 серпня 2024 року вперше викликаний до збірної Португалії головним тренером Роберто Мартінесом для участі в матчах Ліги націй УЄФА проти збірних Хорватії та Шотландії.

## Статистика виступів
Станом на 6 жовтня 2024
| Клуб              | Сезон             | Чемпіонат         | Чемпіонат | Чемпіонат | Кубок | Кубок | Кубок ліги | Кубок ліги | Єврокубки | Єврокубки | Всього | Всього |
| Клуб              | Сезон             | Дивізіон          | Матчі     | Голи      | Матчі | Голи  | Матчі      | Голи       | Матчі     | Голи      | Матчі  | Голи   |
| ----------------- | ----------------- | ----------------- | --------- | --------- | ----- | ----- | ---------- | ---------- | --------- | --------- | ------ | ------ |
| Ештуріл-Прая      | 2022–23           | Прімейра-ліга     | 30        | 0         | 2     | 0     | 2          | 0          | —         | —         | 34     | 0      |
| Лілль             | 2023–24           | Ліга 1            | 28        | 1         | 3     | 1     | —          | —          | 11        | 1         | 41     | 3      |
| Лілль             | 2024–25           | Ліга 1            | 7         | 0         | 0     | 0     | —          | —          | 6         | 0         | 13     | 0      |
| Лілль             | Всього            | Всього            | 35        | 1         | 3     | 1     | 0          | 0          | 17        | 1         | 54     | 3      |
| Всього за кар'єру | Всього за кар'єру | Всього за кар'єру | 65        | 1         | 4     | 1     | 2          | 0          | 17        | 1         | 90     | 3      |

1. ↑  Матчі в Лізі конференцій УЄФА
2. ↑  Матчі в Лізі чемпіонів УЄФА

## Досягнення
Особисті
- Молодий гравець місяця Прімейра-ліги: квітень 2023[23]